# 78 Diana
78 Diana è un grande e scuro asteroide della Fascia principale. Ha una composizione carboniosa primitiva.
Diana fu scoperto il 15 marzo 1863 da Karl Theodor Robert Luther dall'Osservatorio di Düsseldorf (situato nel distretto urbano di Bilk) in Germania, di cui era direttore dal 1851. Fu battezzato così in onore di Diana, dea romana della caccia.
Diana ha occultato una stella il 4 settembre 1980. Le misure indicarono un diametro di 116 km, molto vicino al valore dato dal satellite IRAS.